# Casimiro López Llorente
Casimiro López Llorente (El Burgo de Osma, Provincia de Soria, España, 10 de noviembre de 1950) es un obispo católico de España. Desde 2006 es obispo de la diócesis de Segorbe-Castellón.

## Biografía

### Formación
Estudió en el seminario diocesano de Osma-Soria. 
En 1973 se licenció en Teología en la Universidad Pontificia de Salamanca y en 1979 en Derecho canónico en la Universidad de Múnich, en Alemania, donde también estudió los cursos de doctorado en la misma materia.

### Sacerdocio
Fue ordenado sacerdote el 6 de abril de 1975 en la catedral de El Burgo de Osma.

## Episcopado

### Obispo de Zamora
El 2 de febrero de 2001 fue nombrado obispo de Zamora, siendo consagrado el 25 de marzo del mismo año por el nuncio en España Manuel Monteiro de Castro, siendo co-consagrantes el cardenal Antonio María Rouco Varela y el arzobispo José Delicado Baeza. 

### Obispo de Segorbe-Castellón
El 25 de abril de 2006 fue nombrado obispo de Segorbe-Castellón.